# Scleroderma bougheri
Scleroderma bougheri är en svampart som beskrevs av Trappe, Castellano & Giachini 2000. Scleroderma bougheri ingår i släktet Scleroderma och familjen rottryfflar.   Inga underarter finns listade i Catalogue of Life.